# Jazz Magazine

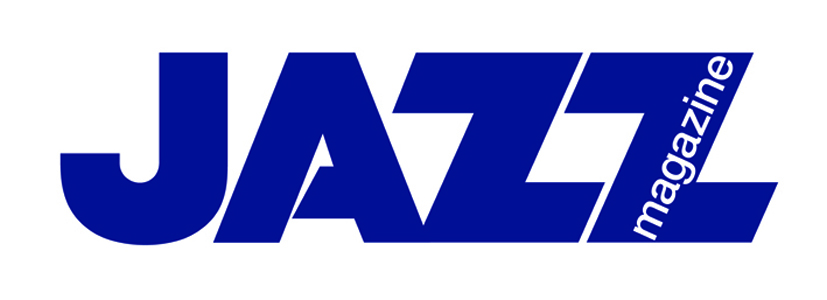

Jazz Magazine ist eine französische Jazz-Zeitschrift, die 1954 von dem Musikproduzenten, Jazz-Bandleader und Clubbesitzer Eddie Barclay, dessen Frau Nicole und Jacques Souplet gegründet wurde. Bald nach der Gründung wurden Frank Ténot (der von Jazz Hot kam) und der Fotograf, Radiomoderator und spätere Verleger von Paris Match Daniel Filipacchi die Chefredakteure und ab 1956 die Besitzer. In den 1960er Jahren war Jean-Louis Ginibre Chefredakteur, dem 1971 Philippe Carles folgte, der diese Funktion bis 2006 innehatte.
Jacques Souplet, der wie Tenot für Jazz Hot schrieb, war später Mitgründer des Jazzfestivals von Antibes, Generaldirektor von Barclays Plattenfirma (Disques Barclay) und von CBS Disques (der französischen CBS). Zu den langjährigen Autoren gehörten Philippe Carles (seit 1962) und Jean-Pierre Moussaron. Christian Gauffre (1951–2021), lange Zeit Assistent von Philippe Carles, trug sowohl zur Pflege des Konzertprogramms, zum Verzeichnis der veröffentlichten Artikel als auch zur Erstellung von Berichten, zur Durchführung von Interviews oder zu deren Übersetzung bei.
2009 ging die 1992 gegründete Zeitschrift Jazzman im Jazz Magazine auf. Sie war zunächst kostenlose Beilage von Le Monde de la musique und erschien 1995 mit der ersten selbständigen Nummer. Sie war ebenso wie Jazz Magazine in Besitz von Nemm Gestion, geleitet von der Tochter von Frank Tenot, Sarah Tenot.
Das Magazin erscheint monatlich. Gegenwärtig (2021) ist Frédéric Goaty Chefredakteur.